# طارق عبد العليم
طارق عبد العليم لاعب كرة قدم مصري وحاصل على الجنسية التونسية ، لاعب سابق في مركز حراسة المرمى ، ولاعب نادي الزمالك منذ عام 1982 وساهم في فوز فريقه بالعديد من البطولات المحلية والأفريقية واعتزل اللعب عام 1990. وحاليًا يعمل كمدرب حراس المرمى  للنادي الإفريقي التونسي
انضم إلى المنتخب المصري وفاز معه ببطولة كأس الأمم الأفريقية لكرة القدم 1986 بالإضافة إلى بطولة الألعاب الأفريقية.

## مسيرته التدريبية
عمل مدربًا لحراس المرمى في قطاع الناشئين بالزمالك ثم بالفريق الأول لمدة ثلاث سنوات حقق خلالها أربع بطولات ، وعمل مع أوتو بفيستر وحلمي طولان ، وبعد رحيل أوتو بفيستر لتدريب الصفاقسي وعرض عليه الانتقال معه ، وكانت أول محطاته في تونس هي فريق النادي الصفاقسي سنة 2002 ومكث معه عام فاز خلاله بالكأس وتأهل للبطولة العربية ، ثم رحل أوتو بفيستر عن الفريق ، ولكن إدارة الصفاقسي تمسكوا به وطلبوا منه الاستمرار مع الفريق ، فاستمر معه موسم آخر وفاز معه بالبطولة العربية التي أقيمت في لبنان ، ثم انتقل إلى الإمارات لموسم واحد ، قبل أن يتعاقد معه الترجي التونسي سنة 2005 ليباشر رحلة تدريب حراس مرمى الفريق لمدة ثلاث سنوات ، ثم عاد إلى الإمارات مع فريق الشارقة لموسم آخر ، ثم عاد إلى تونس مرة أخرى مع النجم الساحلي ولمدة 6 سنوات. وفي 27 يونيو 2016 تم تعيينه مدربًا لحراس مرمى المنتخب التونسي إلى 4 أغسطس 2018 عندما انتقل إلى تدريب حراس مرمى النادي الإفريقي